# Cuccok (Így jártam anyátokkal)
A Cuccok az Így jártam anyátokkal című televízió-sorozat második évadának tizenhatodik epizódja. Eredetileg 2007. február 19-én vetítették, míg Magyarországon egy évvel később, 2008. november 24-én.
Ebben az epizódban Robint felbosszantja, hogy Ted a legtöbb holmiját az exbarátnőitől kapta. Barney egy botrányosan rossz színielőadással vesz elégtételt Lilyn.

## Cselekmény
Tedet nyomasztja, hogy egy csomó fantasztikus élményben volt része az exbarátnőivel, ezért valahányszor ilyen sztorit mesél, mindig azt hazudja, hogy a húgával történt. Amikor végül beismeri, Robin azt mondja neki, hogy már felnőttek, és lehet éretten kezelni ezt a helyzetet. Csakhogy amikor kiderül, hogy Ted majdnem az összes cuccát az exbarátnőitől kapta, Robin már kevésbé lelkes, és arra kéri Tedet, szabaduljon meg ezektől. Mivel a többiek is Robin pártjára állnak, beadja a derekát. Ám később kiderül, hogy Robin öt kutyája mind-mind egy exbarátjától van. Ezen összevesznek, és Ted már a kutyák helyére is az exbarátokat képzeli. Robin békülékeny módon a nagynénjéhez viszi el őket, csakhogy Ted meg úgy dönt, hogy mégsem dobja ki a cuccait. Ezen rettenetesen összevesznek, aminek a végén fontos döntést hoznak meg: összeköltöznek.
Mindeközben Lily meghívja a többieket az amatőr színitársulatának az előadására. A darab borzasztóan rossz és unalmas, de négyük közül csak Barney mondja meg őszintén a véleményét. Lily szerint a barátoknak támogatniuk kellene egymást és nem ilyen csúnyákat mondani a másikra. Válaszul Barney arra kéri őt, hogy ha ő is előad egy darabot, akkor azt nézze végig és élvezze. Nem sokkal később csakugyan előadja a saját egyszemélyes darabját, aminek minden pillanata kizárólag Lily idegesítését szolgálja. Hosszú órák után Lily végül mégis elismeri, hogy ez borzalmas, de a többiek közös elhatározással szeretnék, ha folytatódna a második felvonással. Az azonban annyira rossz, hogy Marshall kiosztja a pofogadás második pofonját.

## Kontinuitás
- Marshall a "Mit lépsz? Most!" játékot játssza Barneyval, amit Bilson űzött az "Élet a gorillák között" című epizódban.
- Elcsattan a pofogadás második pofonja.

## Jövőbeli visszautalások
- Barney Robin és Ted összeköltözésének a gondolatától is irtózik, ezért megpróbálja szabotálni azt "A költözés" című részben.
- Robin a "Közbelépés" című epizódban is úgy mutatkozik, mint aki nem kötődik a személyes tárgyai iránt.
- Barney hasonlóan őrült módszereket dolgoz ki célja elérése érdekében, mint a "Robbanó húsgolyók" és a "Szünet ki" című részekben látható.
- Robin kutyái a későbbiekben nem láthatóak, de az "Örökkön örökké" című epizódban már ismét tart azokat.
- A költözéssel kapcsolatos elméletei ellenére a "Nagy pakolás" című részben Barney örömmel segít az anyjának.
- Robinnak nem esik le, hogy a nagynénje, akinek a kutyákat elajándékozza, leszbikus. Lily másodpercek alatt rájön erre, Robin viszont csak sokkal később, a "Szakítások ősze" című részben jön erre rá.

## Érdekességek
- Barney kritikával illeti ebben a részben a Hupikék törpikéket. Négy évvel később Neil Patrick Harris, a Barneyt alakító színész a Hupikék törpikék filmben játszott.
- Josh Radnor allergiás a kutyaszőrre, ezért a kutyákkal forgatott közös jeleneteknél mindig kéznél volt egy orvos.
- Barney darabjának címe "Cseszd meg, Lily" (Suck It Lily), mely az előadás előtt látható egy pillanatra.

## Vendégszereplők
- Terryn Westbrook – Staci Rawnsley
- E. E. Bell – rejtélyes férfi
- Ashli Ford – Lauren Stein
- Diana Gettinger – Alison Moses
- Taylor Hoover – Jeannie Radford
- Jason L. Brandt – Hot Guy
- Rick Malambri – kócos hajú fickó
- Evan Mann – Zach Grecco

## Zene
- The Stooges – I Wanna Be Your Dog
- Gary Higgins – Thicker Than a Smokey

## Fordítás
- Ez a szócikk részben vagy egészben  a   https://en.wikipedia.org/wiki/How_I_Met_Your_Mother_(season_2) című angol Wikipédia-szócikk ezen változatának fordításán alapul.  Az eredeti cikk szerkesztőit annak laptörténete sorolja fel. Ez a jelzés csupán a megfogalmazás eredetét és a szerzői jogokat jelzi, nem szolgál a cikkben szereplő információk forrásmegjelöléseként.